# Giovanni del Ministro
Giovanni del Ministro foi um futebolista, que atuava como atacante.
Ministro foi um dos principais jogadores do início do Palmeiras, na época chamado Palestra Itália, atuando no clube por três passagens, entre 1917 e 1923, em 1925 e em 1928. Ministro também foi importante para a primeira conquista da história do clube, o Campeonato Paulista de 1920. Além do título, Ministro fez 146 partidas e marcou 107 gols, sendo assim, o 12º maior artilheiro da história do Palmeiras. O jogador Ministrinho, um dos grandes atletas do Palestra no final dos anos 20, ganhou esse apelido como uma homenagem a Ministro. Não se sabe a data de nascimento e falecimento de Ministro.

## Títulos
Palestra Itália
- Campeonato Paulista: 1920